# Kurtyna (powieść)
Kurtyna (ang. Curtain: Poirot’s Last Case) – ostatnia powieść Agathy Christie z udziałem Herkulesa Poirota, wydana w 1975.

## Fabuła
Wiekowy już kapitan Arthur Hastings dostaje list od swojego przyjaciela Herkulesa Poirota, znanego i cenionego detektywa, wraz z którym niegdyś rozwiązywali wiele zawiłych spraw. Poirot pisze, że stan jego zdrowia uległ już znacznemu pogorszeniu i że raz jeszcze chciałby ujrzeć wiernego przyjaciela. Proponuje Hastingsowi spotkanie w miasteczku Styles w którym rozwiązywali swoją pierwszą wspólną zagadkę (opisaną w powieści Tajemnicza historia w Styles).
Kiedy Hastings przybywa na miejsce, przypominają mu się dawne, dobre czasy, kiedy jeszcze jako kawaler przyjechał tam z wizytą do swojego kolegi, Johna Cavendisha. Niestety, teraz wszyscy członkowie rodziny Cavendishów poumierali lub wyjechali w dalekie strony, a w ich dawnym domu mieści się obecnie ponury pensjonat prowadzony przez starsze małżeństwo.
Już pierwszego dnia Poirot ujawnia, że chęć odświeżenia wspomnień nie była jedynym powodem wezwania przyjaciela. Chce, żeby Hastings pomógł mu rozwiązać jego ostatnią sprawę. Opowiada kapitanowi historię pięciu nagłośnionych niedawno zbrodni. Wszystkie te tragedie dotyczą ludzi zupełnie ze sobą niezwiązanych. W dodatku, we wszystkich przypadkach nikt nie podawał w wątpliwość tożsamości winowajców, którzy wobec tego zostali od razu skazani lub też, w przypadku braku dostatecznych dowodów, potępieni przez ogół. Poirot odkrył, że na miejscu każdej z owych pięciu zbrodni przebywała ta sama osoba Iks, która na pozór nie miała z morderstwami nic wspólnego. Nasuwa się oczywisty wniosek – to Iks popełnił wszystkie te zbrodnie. Teraz Poirot, podążając jego śladem, odkrył, że morderca przebywa wśród gości pensjonatu w Styles. Słynny detektyw jest przekonany, że i tym razem może dojść do tragedii i chce jej zapobiec. Niestety, jest już sparaliżowany i bardzo chory; prosi więc Hastingsa, by zastąpił mu „oczy i uszy” – poświęcał jak najwięcej czasu na rozmowę z gośćmi pensjonatu i zwracał uwagę na każdą podejrzaną rzecz. Tymczasem on, Poirot, pracować będzie umysłem, bo ten, na szczęście, funkcjonuje równie dobrze jak dawniej. Detektyw nie zdradza jednak Hastingsowi, kto jest owym tajemniczym Iksem, gdyż obawia się, że lekkomyślny czasem kapitan mógłby dać po sobie poznać, co wie i znaleźć się przez to w niebezpieczeństwie.
Poruszony opowieścią Poirota Hastings postanawia mu pomóc. Wierzy w olbrzymie doświadczenie przyjaciela i efektywność jego działań, jednak powodowany ciekawością pragnie sam spróbować odkryć tożsamość Iksa.
W pensjonacie przebywają:
- Pułkownik Toby Luttrell – emerytowany wojskowy, teraz prowadzący wraz z żoną pensjonat w Styles;
- Daisy Luttrell – jego apodyktyczna żona;
- Doktor John Franklin – znakomity naukowiec; przebywa w Styles, by w spokoju prowadzić coraz to nowe badania;
- Barbara Franklin – jego żona, kobieta egoistyczna i wymyślająca sobie coraz to inne dolegliwości po to, by zwrócić na siebie uwagę otoczenia;
- Siostra Craven – młoda i ponętna pielęgniarka, opiekująca się panią Franklin; nienawidzi swej chlebodawczyni;
- Judith Hastings – najmłodsza córka kapitana Hastingsa, asystentka doktora Franklina, dziewczyna bez reszty pochłonięta pracą; ma poglądy komunistyczne – tępi osoby „bezużyteczne”;
- Stephen Norton – starszawy przyrodnik wyjątkowo niskiego wzrostu, człowiek cichy i spokojny, którego głównym zajęciem w Styles jest oglądanie ptactwa przez lornetkę;
- Sir William Boyd Carrington – były gubernator jednej z indyjskich prowincji. Dorobił się wielkiego majątku. Człowiek odważny i inteligentny, od razu przypadł do gustu Hastingsowi;
- Elisabeth Cole – kobieta po trzydziestce o ponurym usposobieniu, naprawdę nosiła nazwisko Litchfield, jednak zmieniła je ze względu na udział w jednej ze wspomnianych na początku przez Poirota spraw, kiedy to zamordowany został ojciec tyranizujący rodzinę, a do zbrodni przyznała się jedna z sióstr Elisabeth, Maggie;
- Major Allerton – człowiek uznawany przez wszystkich za łajdaka i kobieciarza;
- Curtiss – obecny pielęgniarz Poirota, zatrudniony po odprawieniu wiernego George'a. Potężnie zbudowany mężczyzna o niskim ilorazie inteligencji.

Hastings szybko zapoznaje się ze wszystkimi gośćmi, na próżno jednak usiłuje zgadnąć, kto z nich może być mordercą. Na ruch Iksa nie trzeba długo czekać: pewnego wieczoru pułkownik Luttrell strzela ze strzelby do swojej żony, myśląc, że celuje w harcującego w ogrodzie królika. Kobieta cudem uchodzi z życiem. Hastings jest przekonany, że pułkownik jest zbyt doświadczonym strzelcem, by mógł się pomylić i że pani Luttrell naprawdę została trafiona drugim strzałem, oddanym z ukrycia przez Iksa.
W jakiś czas po wypadku pani Luttrell, Hastings (ku zdenerwowaniu Poirota) zaniedbuje nieco sprawę Iksa. Głowę zaprzątają mu bowiem ważne problemy prywatne – jego córka Judith i major Allerton coraz śmielej obnoszą się ze swym wzajemnym stosunkiem. Kapitan jest przekonany, że związek z takim człowiekiem sprowadziłby na Judith nieszczęście. Gdy rozmowa z córką nie pomaga, Hastings postanawia wziąć sprawy w swoje ręce i zabić Allertona. Ułożony plan niweczy mu jednak w ostatniej chwili to, że oczekując sposobnej chwili, w której będzie mógł popełnić morderstwo – zasnął. Rano kapitan uświadamia sobie, że tak naprawdę nigdy nie zabiłby człowieka.
Wkrótce dochodzi do kolejnej tragedii – po wypiciu kawy zawierającej śmiertelną dawkę fizostygminy umiera Barbara Franklin. Po przeprowadzonym pobieżnie policyjnym śledztwie sąd stwierdza, że pani Franklin popełniła samobójstwo. Hastings ma, oczywiście, inne zdanie, ale nie udaje mu się do niczego dojść, bo okazję do popełnienia zbrodni miało zbyt wiele osób. Kapitan zaczyna mieć pretensje do Poirota o jego coraz bardziej tajemnicze zachowanie i o to, że jemu – przecież przyjacielowi – słynny detektyw nie mówi wszystkiego.
Pewnego dnia podczas spaceru z panną Cole i Nortonem, uwagę Hastingsa zwraca dziwne zachowanie przyrodnika, który wyraźnie zobaczył przez swoją lornetkę coś, co śmiertelnie go wystraszyło. Kiedy Hastings również chce się temu czemuś przyjrzeć, Norton odmawia pożyczenia lornetki. Gdy w końcu ulega prośbie kapitana, tam, gdzie spoglądał nie widać już nic. Jakiś czas później przyrodnik zwierza się Hastingsowi, że widział coś, co mogło mieć związek ze śmiercią Barbary i informuje, że chciałby o tym porozmawiać z Poirotem. Hastings natychmiast przyklaskuje temu pomysłowi, później zaś próbuje się czegoś dowiedzieć od Poirota, który wszakże milczy jak zaklęty. Następnego dnia Norton zostaje znaleziony w swoim pokoju – martwy, z raną na środku czoła.
Atmosfera w Styles staje się coraz bardziej napięta. Wkrótce umiera Herkules Poirot. Zrozpaczony po śmierci przyjaciela Hastings przez długie miesiące na próżno gubi się w domysłach, kto zabił Poirota i popełnił wcześniejsze zbrodnie. W końcu zaczyna podejrzewać o to własną córkę, która niespodziewanie oświadcza mu, że kocha doktora Franklina i ma zamiar wyjechać z nim do Afryki.
Wreszcie, dokładnie po czterech miesiącach od odejścia Poirota, Hastings otrzymuje od notariusza list, który przyjaciel napisał do niego przed śmiercią. List zawiera rozwiązanie zagadki.

## Rozwiązanie
Każda z pięciu osób, które uczestniczyły w opowiedzianych Hastingsowi przez Poirota na początku sprawach i zostały uznane za winowajców, rzeczywiście była winna. Każda miała zakorzeniony głęboko w psychice i dojrzewający przez lata motyw; jednak żadna z tych osób nie popełniłaby morderstwa, gdyby wcześniej nie spotkała na swej drodze Stephena Nortona. Ten od dziecka był człowiekiem zamkniętym w sobie i niezauważanym przez otoczenie; umiał być jednak świetnym słuchaczem i doradcą. W końcu zdał sobie sprawę, że potrafi w przerażający sposób wpływać na psychikę ludzką – w trakcie niby to niewinnej konwersacji wychwycić słaby punkt rozmówcy i potem w wyniku umiejętnie poprowadzonej rozmowy nakłonić go, do czego tylko zechce. Poczuł, że potrafi nawet namawiać ludzi do zbrodni w taki sposób, by nawet oni byli święcie przekonani, że inicjatywa wyszła od nich samych. Z czasem podsycanie do morderstw stało się jego pasją.
W Styles Norton od razu zaprzyjaźnił się ze wszystkimi. Za pomocą zręcznie prowadzonych rozmów budził w ludziach najdziksze instynkty. Pierwszą ofiarą był pułkownik Luttrell, w którego przypadku zbrodniarz wykorzystał narastające w duszy tamtego poczucie wstydu, wywołane licznymi upokorzeniami ze strony władczej małżonki. Kiedy wbrew nadziejom Nortona pani Luttrell przeżyła wypadek, znalazł sobie kolejną ofiarę – Hastingsa. Czułym punktem kapitana była troska o córkę i obawa o jej przyszłe życie. Morderstwu, które zapragnął popełnić kapitan zapobiegł jednak Poirot, przezornie dosypawszy przyjacielowi do wieczornego kubka czekolady środek nasenny. Norton przerzucił się więc na inny grunt – tym razem podjudził panią Franklin do zamordowania swojego męża, aby potem mogła poślubić Boyda Carringtona. Zanim Barbara wezwała męża do siebie, zatruła mu kawę fizostygminą; przypadek chciał, że sama wzięła jego filiżankę i wypiła przygotowaną dlań kawę.
Poirot w końcu podjął decyzję – sam zabije Nortona, by zapobiec wielu katastrofom, jakie ten zapewne wywołałby jeszcze w przyszłości. Detektyw, choć w rzeczywistości nadal był sprawny fizycznie, udawał osobę poruszającą się na wózku inwalidzkim; zwolnił nawet wiernego, służącego mu od lat George'a i wynajął nowego lokaja, Curtissa, aby nikt nie domyślił się prawdy. Rozmawiał z Nortonem twarzą w twarz, ujawniając zabójcy wszystko, co wie. Uprzednio wsypał do filiżanki przyrodnika środek nasenny, po czym, gdy Norton usnął, zastrzelił go, celując w sam środek czoła (w liście Poirot wyrzuca Hastingsowi, że poszukując klucza do rozwikłania zagadki śmierci Nortona nie wziął pod uwagę tego faktu – dobrze przecież wiedząc, że jego przyjaciel zawsze niezwykle cenił sobie symetrię), następnie pod osłoną nocy przetransportował Nortona do jego pokoju (co prawda zauważono go, ale nie rozpoznano) i zamknął drzwi zapasowym kluczem, prawdziwy zostawiając w środku.
Po zabiciu Nortona Poirot – który wiele lat temu zabił już (również w słusznej sprawie) człowieka i potem, czując na wspomnienie tamtej sprawy wyrzuty sumienia, zawsze zabijania unikał – postanowił za popełniony czyn odpokutować. Odstawił daleko od siebie leki mogące w razie ataku uratować mu życie i położył się spać; nie było mu już dane się obudzić.